# Protestas en Pakistán de 2021
Las protestas en Pakistán de 2021 fueron una serie de protestas y huelgas en Pakistán del 11 al 20 de abril de 2021. Las protestas masivas estallaron por primera vez después de una serie de llamados a manifestaciones y piquetes nacionales contra el gobierno del primer ministro Imran Khan y su gabinete, orquestados por el partido prohibido de extrema derecha Tehreek-e-Labaik Pakistan (TLP). El motivo principal fue contra Francia después de que se publicara allí una caricatura blasfema y los eventos que rodearon el asesinato de Samuel Paty, un maestro de escuela secundaria francés. Los manifestantes exigieron un boicot a los productos franceses y la expulsión del embajador francés.
Las protestas se intensificaron en todo Pakistán después de que el líder del partido, Saad Hussain Rizvi, fuera arrestado el 12 de abril de 2021. Terminaron el 20 de abril de 2021 cuando se acordó discutir en el parlamento la expulsión del enviado francés.

## Antecedentes
En octubre de 2020, un maestro fue decapitado cerca de París, según los informes, por mostrar una caricatura de Mahoma. El presidente francés, Emmanuel Macron, defendió la libertad de expresión y el derecho a publicar tales caricaturas, tras lo cual se produjeron protestas generalizadas en el mundo islámico con llamamientos a boicotear los productos franceses. En noviembre de 2020, activistas del partido islamista de extrema derecha Tehreek-e-Labbaik Pakistan (TLP) bloquearon una entrada a Islamabad y exigieron la expulsión del embajador francés de Pakistán y la ruptura de los lazos diplomáticos. Las protestas fueron canceladas el 16 de noviembre de 2020 después de que el gobierno de Pakistán llegara a un acuerdo con TLP buscando más tiempo para discutir el asunto en el parlamento.

## Eventos
Después de que el presidente francés, Emmanuel Macron, adoptara una postura endurecida contra los islamistas radicales, el fundador del TLP, Khadim Hussain Rizvi, pidió a Pakistán que cortara las relaciones diplomáticas con Francia, pidió a sus seguidores que protestaran en las calles de la capital de Pakistán, Islamabad. Unos días después, él murió debido a una enfermedad y las protestas se volvieron más violentas bajo la égida de su hijo, Saad Hussain Rizvi.
El 11 de abril de 2021, Saad Rizvi publicó un mensaje de video pidiendo a los activistas de TLP que lanzaran protestas en todo Pakistán si el gobierno no expulsaba al embajador francés del país antes del 20 de abril. El 12 de abril, después de que Rizvi fue arrestado en Lahore, acusado en virtud de la Ley Antiterrorista de Pakistán de 1997 (ATA), lo que enfureció aún más a los manifestantes y provocó un malestar generalizado. Estallaron protestas en todo el país, y los activistas del TLP bloquearon las rutas de transporte y aislaron entre sí ciudades como Lahore, Dina, Islamabad, Peshawar y Gujranwala. Las protestas se tornaron violentas con informes de apedreados; al menos dos personas murieron en los disturbios del 12 de abril. Además, TLP afirmó que dos manifestantes fueron asesinados a tiros en Faisalabad y Karachi. Más tarde, un portavoz de TLP dijo que al menos cuatro personas murieron, cientos resultaron heridas y miles fueron arrestadas por la policía.
El 13 de abril, un oficial de policía fue asesinado a golpes por la turba que se amotinaba en Lahore, mientras que otros 40 resultaron heridos. El portavoz de TLP, Tayyab Rizvi, afirmó que el número de trabajadores de TLP "martirizados" en las protestas para el segundo día había aumentado a 12. Un portavoz de la policía de Punjab confirmó que los manifestantes mataron a dos policías que utilizaron garrotes, ladrillos y armas de fuego para atacarlos. Se trajeron fuerzas paramilitares para ayudar a la policía local en varias ciudades, incluidas Lahore, Gujranwala, Dina, Rawalpindi y Bahawalpur.
El gobierno de Pakistán prohibió el TLP el 15 de abril, acusándolos de terrorismo porque sus manifestantes se habían involucrado en actos de violencia callejera y habían atacado a los agentes del orden público. Sin embargo, la prohibición no permite al gobierno paquistaní disolver por completo el partido político, para lo cual necesita un mandato de la Corte Suprema de Pakistán. Pakistán prohibió temporalmente las redes sociales durante cuatro horas el 16 de abril en un intento por frenar las protestas, ya que el TLP tiene una amplia penetración en las redes sociales. Más tarde, prohibió la cobertura del TLP por parte de los medios locales. El mismo día, el gobierno paquistaní emitió una supuesta declaración de Saad Rizvi, pidiendo a los manifestantes que se retiraran y se dispersaran pacíficamente. Pero varios manifestantes expresaron su incredulidad en el comunicado, insistiendo en verlo o escucharlo proveniente del propio Rizvi. Los partidarios del TLP en Gran Bretaña organizaron una protesta cerca de la Alta Comisión de Pakistán en Londres el 16 de abril, pero luego fueron dispersados por la policía local.
El 18 de abril, la policía pakistaní afirmó que el TLP había tomado como rehenes a seis miembros del personal de seguridad en Lahore, incluido un oficial de policía de alto rango y dos soldados paramilitares. Más tarde ese día, el ministro del Interior, Sheikh Rasheed Ahmad, dijo que 11 policías que fueron tomados como rehenes por TLP habían sido liberados después de negociaciones entre el Gobierno de Punjab y TLP.

## Consecuencias
Francia aconsejó a sus ciudadanos y empresas francesas que abandonaran temporalmente Pakistán debido a las violentas protestas y las graves amenazas. Sin embargo, varios ciudadanos franceses se negaron a salir del país, afirmando que las amenazas eran de los radicales TLP, pero no de los ciudadanos comunes. Un diplomático paquistaní anónimo que habló con el periódico francés Le Figaro dijo que la reputación internacional de su país [Pakistán] se estaba deteriorando debido a las acciones del TLP. Los talibanes paquistaníes apoyaron a los manifestantes del TLP y declararon: "Haremos que [el gobierno] sea responsable de cada gota de sangre de los mártires".
Según los informes, el gobierno ha llegado a un acuerdo con TLP para poner fin a las protestas, acordando presentar una resolución sobre la expulsión del embajador francés en la asamblea nacional. El miembro del TLP, Shafiq Amini, pidió a todos los manifestantes que se dispersaran y mantuvieran la paz. Sin embargo, el gobierno se negó a levantar la prohibición de la organización.